# Gigaspermum tumidum
Gigaspermum tumidum là một loài Rêu trong họ Gigaspermaceae. Loài này được (Mitt.) Lindb. ex Paris mô tả khoa học đầu tiên năm 1896.